# Rollerski-Weltcup 2012
Der Rollerski-Weltcup 2012 begann am 16. Juni 2012 im kroatischen Oroslavje und endete am 16. September 2012 in Toblach. Die Gesamtwertung der Männer gewann Anders Svanebo. Bei der Gesamtwertung der Frauen wurde Marika Sundin Erste, die vier der 13 Einzelwettbewerbe gewann.

## Männer

### Resultate
| 1. Weltcup in Oroslavje, 16. und 17. Juni 2012 | 1. Weltcup in Oroslavje, 16. und 17. Juni 2012 | 1. Weltcup in Oroslavje, 16. und 17. Juni 2012 | 1. Weltcup in Oroslavje, 16. und 17. Juni 2012 | 1. Weltcup in Oroslavje, 16. und 17. Juni 2012 |
| ---------------------------------------------- | ---------------------------------------------- | ---------------------------------------------- | ---------------------------------------------- | ---------------------------------------------- |
| Datum                                          | Disziplin                                      | Erster Platz                                   | Zweiter Platz                                  | Dritter Platz                                  |
| 16. Juni 2012                                  | 10 km Freistil Massenstart Berglauf            | Sergio Bonaldi                                 | Anders Svanebo                                 | Simone Paredi                                  |
| 17. Juni 2012                                  | Sprint Freistil                                | Emanuele Sbabo                                 | Evgeniy Abdurakhmanov                          | Alessio Berlanda                               |

| 2. Weltcup in Markkleeberg, 6.–8. Juli 2012 | 2. Weltcup in Markkleeberg, 6.–8. Juli 2012 | 2. Weltcup in Markkleeberg, 6.–8. Juli 2012 | 2. Weltcup in Markkleeberg, 6.–8. Juli 2012 | 2. Weltcup in Markkleeberg, 6.–8. Juli 2012 |
| ------------------------------------------- | ------------------------------------------- | ------------------------------------------- | ------------------------------------------- | ------------------------------------------- |
| Datum                                       | Disziplin                                   | Erster Platz                                | Zweiter Platz                               | Dritter Platz                               |
| 6. Juli 2012                                | 8 km Freistil                               | Anders Svanebo                              | Romain Claudon                              | Ragnar Bragvin Andresen                     |
| 7. Juli 2012                                | Sprint Freistil                             | Ragnar Bragvin Andresen                     | Evgeniy Abdurakhmanov                       | Emanuele Sbabo                              |
| 8. Juli 2012                                | 20 km Freistil Verfolgung                   | Anders Svanebo                              | Romain Claudon                              | Igor Glushkov                               |

| 3. Weltcup in Bad Peterstal, 20. – 22. Juli 2012 | 3. Weltcup in Bad Peterstal, 20. – 22. Juli 2012 | 3. Weltcup in Bad Peterstal, 20. – 22. Juli 2012 | 3. Weltcup in Bad Peterstal, 20. – 22. Juli 2012 | 3. Weltcup in Bad Peterstal, 20. – 22. Juli 2012 |
| ------------------------------------------------ | ------------------------------------------------ | ------------------------------------------------ | ------------------------------------------------ | ------------------------------------------------ |
| Datum                                            | Disziplin                                        | Erster Platz                                     | Zweiter Platz                                    | Dritter Platz                                    |
| 20. Juli 2012                                    | 7 km klassisch Massenstart Berglauf              | Sergio Bonaldi                                   | Marcus Johansson                                 | Anton Lindblad                                   |
| 21. Juli 2012                                    | Sprint Freistil                                  | Emanuele Sbabo                                   | Evgeniy Abdurakhmanov                            | Alessio Berlanda                                 |
| 22. Juli 2012                                    | 11 km Freistil Massenstart Berglauf              | Simone Paredi                                    | Anders Svanebo                                   | Eugenio Bianchi                                  |

| 4. Weltcup in Tripoli, 24.–26. August 2012 | 4. Weltcup in Tripoli, 24.–26. August 2012 | 4. Weltcup in Tripoli, 24.–26. August 2012 | 4. Weltcup in Tripoli, 24.–26. August 2012 | 4. Weltcup in Tripoli, 24.–26. August 2012 |
| ------------------------------------------ | ------------------------------------------ | ------------------------------------------ | ------------------------------------------ | ------------------------------------------ |
| Datum                                      | Disziplin                                  | Erster Platz                               | Zweiter Platz                              | Dritter Platz                              |
| 24. August 2012                            | 10 km Freistil Massenstart Berglauf        | Sergio Bonaldi                             | Paul Constantin Pepene                     | Simone Paredi                              |
| 25. August 2012                            | Sprint Freistil                            | Evgeniy Abdurakhmanov                      | Alessio Berlanda                           | Igor Glushkov                              |
| 26. August 2012                            | 15 km Freistil                             | Romain Claudon                             | Sergio Bonaldi                             | Anders Svanebo                             |

| 5. Weltcup in Toblach, 14. bis 16. September 2012 | 5. Weltcup in Toblach, 14. bis 16. September 2012 | 5. Weltcup in Toblach, 14. bis 16. September 2012 | 5. Weltcup in Toblach, 14. bis 16. September 2012 | 5. Weltcup in Toblach, 14. bis 16. September 2012 |
| ------------------------------------------------- | ------------------------------------------------- | ------------------------------------------------- | ------------------------------------------------- | ------------------------------------------------- |
| Datum                                             | Disziplin                                         | Erster Platz                                      | Zweiter Platz                                     | Dritter Platz                                     |
| 14. September 2012                                | 8 km klassisch                                    | Dietmar Nöckler                                   | Anders Svanebo                                    | Marcus Johansson                                  |
| 15. September 2012                                | Teamsprint Freistil                               | SchwedenMarcus Johansson Anders Svanebo           | FrankreichBaptiste Noel Romain Claudon            | ItalienSergio Bonaldi Eugenio Bianchi             |
| 16. September 2012                                | 16 km Freistil                                    | Anders Svanebo                                    | Romain Claudon                                    | Dietmar Nöckler                                   |

### Junioren Resultate
| Datum              | Austragungsort | Disziplin                           | Sieger                                      | Zweiter                                  | Dritter                                   |
| ------------------ | -------------- | ----------------------------------- | ------------------------------------------- | ---------------------------------------- | ----------------------------------------- |
| 16. Juni 2012      | Oroslavje      | 10 km Freistil Massenstart Berglauf | Anton Budylov                               | Vadim Andreev                            | Alexander Gawrilow                        |
| 17. Juni 2012      | Oroslavje      | Sprint Freistil                     | Andrey Melikov                              | Emanuele Becchis                         | Alexander Gawrilow                        |
| 6. Juli 2012       | Markkleeberg   | 8 km Freistil                       | Markus Johansen Westgaard                   | Ivan Petrunin                            | Anton Budylov                             |
| 7. Juli 2012       | Markkleeberg   | Sprint Freistil                     | Emanuele Becchis                            | Andrey Melikov                           | Alexander Gawrilow                        |
| 8. Juli 2012       | Markkleeberg   | 16 km Freistil Verfolgung           | Markus Johansen Westgaard                   | Anton Budylov                            | Ivan Petrunin                             |
| 20. Juli 2012      | Bad Peterstal  | 7 km klassisch Massenstart Berglauf | Adrien Backscheider                         | Vadim Andreev                            | Giacomo Bassetti                          |
| 21. Juli 2012      | Bad Peterstal  | Sprint Freistil                     | Emanuele Becchis                            | Alexander Gawrilow                       | Andrey Melikov                            |
| 22. Juli 2012      | Bad Peterstal  | 11 km Freistil Massenstart Berglauf | Anton Budylov                               | Vadim Andreev                            | Ivan Petrunin                             |
| 24. August 2012    | Tripoli        | 10 km Freistil Massenstart Berglauf | Ivan Petrunin                               | Vadim Andreev                            | Andrey Nischakov                          |
| 25. August 2012    | Tripoli        | Sprint Freistil                     | Alexander Gawrilow                          | Emanuele Becchis                         | Christian-Alexander Schmidt               |
| 26. August 2012    | Tripoli        | 10 km Freistil                      | Andrey Nischakov                            | Ivan Petrunin                            | Anton Budylov                             |
| 14. September 2012 | Toblach        | 8 km klassisch                      | Vadim Andreev                               | Anton Budylov                            | Alexander Gawrilow                        |
| 15. September 2012 | Toblach        | Teamsprint Freistil                 | Russland IIVadim Andreev Alexander Gawrilow | Russland IAndrey Nischakov Anton Budylov | Russland IIIIvan Petrunin Ivan Zhilinskiy |
| 16. September 2012 | Toblach        | 16 km Freistil                      | Vadim Andreev                               | Andrey Nischakov                         | Ivan Petrunin                             |

### Gesamtwertung Männer
| Rang | Name                    | Punkte |
| ---- | ----------------------- | ------ |
| 001. | Anders Svanebo          | 785    |
| 02.  | Sergio Bonaldi          | 635    |
| 03.  | Simone Paredi           | 528    |
| 04.  | Romain Claudon          | 480    |
| 05.  | Marcus Johansson        | 426    |
| 06.  | Eugenio Bianchi         | 408    |
| 07.  | Evgeniy Abdurakhmanov   | 340    |
| 08.  | Igor Glushkov           | 331    |
| 09.  | Alessio Berlanda        | 315    |
| 10.  | Emanuele Sbabo          | 285    |
| 11.  | Dmitry Nikels           | 281    |
| 12.  | Baptiste Noel           | 238    |
| 13.  | Sergey Grishin          | 193    |
| 14.  | Folco Pizzutto          | 185    |
| 15.  | Mirco Ceolan            | 184    |
| 16.  | Ragnar Bragvin Andresen | 182    |
| 17.  | Dietmar Nöckler         | 160    |
| 18.  | Ivan Marchenkov         | 156    |
| 19.  | Richard Tiraboschi      | 146    |

| Rang | Name                   | Punkte |
| ---- | ---------------------- | ------ |
| 20.  | Anton Lindblad         | 136    |
| 21.  | Samuel Norlen          | 136    |
| 22.  | Igor Cuny              | 122    |
| 23.  | Evgeniy Tsepkov        | 120    |
| 24.  | Evgeniy Bogdanov       | 114    |
| 25.  | Paul Constantin Pepene | 114    |
| 26.  | Lars Hänel             | 105    |
| 27.  | Robin Norum            | 95     |
| 28.  | Oliver Wünsch          | 78     |
| 29.  | Martin Gillessen       | 77     |
| 30.  | Petrică Hogiu          | 73     |
| 31.  | Gianluca Lorenzini     | 63     |
| 32.  | Egor Vasiliev          | 62     |
| 33.  | Artus Brants           | 52     |
| 34.  | Dimitrios Kappas       | 52     |
| 35.  | Adrien Mougel          | 50     |
| 36.  | Andrea Gola            | 47     |
| 37.  | Erik Hänel             | 44     |
| 38.  | Kevin Zemmrich         | 41     |

| Rang | Name                 | Punkte |
| ---- | -------------------- | ------ |
| 39.  | Anže Trampuž         | 40     |
| 40.  | Florian Kostner      | 40     |
| 41.  | Jürgen Treude        | 38     |
| 42.  | Alexis Jeannerod     | 36     |
| 43.  | Viktor Karasev       | 34     |
| 44.  | Heinrich Hau         | 30     |
| 45.  | Kleanthis Karamichas | 29     |
| 46.  | Anže Repanšek        | 29     |
| 47.  | Mike Richter         | 27     |
| 48.  | Gaber Lah            | 26     |
| 49.  | Tao Quemere          | 24     |
| 50.  | Aleš Gros            | 22     |
| 51.  | Dimitry Krichevskiy  | 20     |
| 52.  | Nikolay Bolshakov    | 18     |
| 53.  | Sten Kaiser          | 17     |
| 54.  | Damien Tarantola     | 14     |
| 55.  | Paul Goalabre        | 13     |

### Gesamtwertung Männer Junioren
| Endstand (Top 10) |                             |        |
| \| Rang \| Name \| Punkte \| \| ---- \| --------------------------- \| ------ \| \| 001. \| Anton Budylov \| 785 \| \| 02. \| Vadim Andreev \| 737 \| \| 03. \| Alexander Gawrilow \| 671 \| \| 04. \| Ivan Petrunin \| 609 \| \| 05. \| Emanuele Becchis \| 577 \| \| 06. \| Marco Longon \| 468 \| \| 07. \| Andrey Nischakov \| 326 \| \| 08. \| Christian-Alexander Schmidt \| 287 \| \| 09. \| Mariusz Dziadkowiec-Michorn \| 260 \| \| 10. \| Andrey Melikov \| 255 \| |                             |        |
| Rang | Name                        | Punkte |
| 001. | Anton Budylov               | 785    |
| 02. | Vadim Andreev               | 737    |
| 03. | Alexander Gawrilow          | 671    |
| 04. | Ivan Petrunin               | 609    |
| 05. | Emanuele Becchis            | 577    |
| 06. | Marco Longon                | 468    |
| 07. | Andrey Nischakov            | 326    |
| 08. | Christian-Alexander Schmidt | 287    |
| 09. | Mariusz Dziadkowiec-Michorn | 260    |
| 10. | Andrey Melikov              | 255    |

## Frauen

### Resultate
| 1. Weltcup in Oroslavje, 16. und 17. Juni 2012 | 1. Weltcup in Oroslavje, 16. und 17. Juni 2012 | 1. Weltcup in Oroslavje, 16. und 17. Juni 2012 | 1. Weltcup in Oroslavje, 16. und 17. Juni 2012 | 1. Weltcup in Oroslavje, 16. und 17. Juni 2012 |
| ---------------------------------------------- | ---------------------------------------------- | ---------------------------------------------- | ---------------------------------------------- | ---------------------------------------------- |
| Datum                                          | Disziplin                                      | Erster Platz                                   | Zweiter Platz                                  | Dritter Platz                                  |
| 16. Juni 2012                                  | 10 km Freistil Massenstart Berglauf            | Hanna Seppas                                   | Ksenia Konohova                                | Marika Sundin                                  |
| 17. Juni 2012                                  | Sprint Freistil                                | Anastasia Voronina                             | Elena Rodina                                   | Ksenia Konohova                                |

| 2. Weltcup in Markkleeberg, 6.–8. Juli 2012 | 2. Weltcup in Markkleeberg, 6.–8. Juli 2012 | 2. Weltcup in Markkleeberg, 6.–8. Juli 2012 | 2. Weltcup in Markkleeberg, 6.–8. Juli 2012 | 2. Weltcup in Markkleeberg, 6.–8. Juli 2012 |
| ------------------------------------------- | ------------------------------------------- | ------------------------------------------- | ------------------------------------------- | ------------------------------------------- |
| Datum                                       | Disziplin                                   | Erster Platz                                | Zweiter Platz                               | Dritter Platz                               |
| 6. Juli 2012                                | 4 km Freistil                               | Kathrine Harsem                             | Marika Sundin                               | Ksenia Konohova                             |
| 7. Juli 2012                                | Sprint Freistil                             | Anastasia Voronina                          | Maria Magnusson                             | Ksenia Konohova                             |
| 8. Juli 2012                                | 12 km Freistil Verfolgung                   | Kathrine Harsem                             | Elena Rodina                                | Ksenia Konohova                             |

| 3. Weltcup in Bad Peterstal, 20.–22. Juli 2012 | 3. Weltcup in Bad Peterstal, 20.–22. Juli 2012 | 3. Weltcup in Bad Peterstal, 20.–22. Juli 2012 | 3. Weltcup in Bad Peterstal, 20.–22. Juli 2012 | 3. Weltcup in Bad Peterstal, 20.–22. Juli 2012 |
| ---------------------------------------------- | ---------------------------------------------- | ---------------------------------------------- | ---------------------------------------------- | ---------------------------------------------- |
| Datum                                          | Disziplin                                      | Erster Platz                                   | Zweiter Platz                                  | Dritter Platz                                  |
| 20. Juli 2012                                  | 7 km klassisch Massenstart Berglauf            | Sandra Hansson                                 | Marika Sundin                                  | Maria Kozekaeva                                |
| 21. Juli 2012                                  | Sprint Freistil                                | Anastasia Voronina                             | Elena Ektova                                   | Marika Sundin                                  |
| 22. Juli 2012                                  | 11 km Freistil Massenstart Berglauf            | Hanna Seppas                                   | Marika Sundin                                  | Svetlana Hvostunkova                           |

| 4. Weltcup in Tripoli, 24.–26. August 2012 | 4. Weltcup in Tripoli, 24.–26. August 2012 | 4. Weltcup in Tripoli, 24.–26. August 2012 | 4. Weltcup in Tripoli, 24.–26. August 2012 | 4. Weltcup in Tripoli, 24.–26. August 2012 |
| ------------------------------------------ | ------------------------------------------ | ------------------------------------------ | ------------------------------------------ | ------------------------------------------ |
| Datum                                      | Disziplin                                  | Erster Platz                               | Zweiter Platz                              | Dritter Platz                              |
| 24. August 2012                            | 10 km Freistil Massenstart Berglauf        | Marika Sundin                              | Ksenia Konohova                            | Elena Rodina                               |
| 25. August 2012                            | Sprint Freistil                            | Anastasia Voronina                         | Marika Sundin                              | Ksenia Konohova                            |
| 26. August 2012                            | 10 km Freistil                             | Marika Sundin                              | Elena Rodina                               | Ksenia Konohova                            |

| 5. Weltcup in Toblach, 14. bis 16. September 2012 | 5. Weltcup in Toblach, 14. bis 16. September 2012 | 5. Weltcup in Toblach, 14. bis 16. September 2012 | 5. Weltcup in Toblach, 14. bis 16. September 2012 | 5. Weltcup in Toblach, 14. bis 16. September 2012 |
| ------------------------------------------------- | ------------------------------------------------- | ------------------------------------------------- | ------------------------------------------------- | ------------------------------------------------- |
| Datum                                             | Disziplin                                         | Erster Platz                                      | Zweiter Platz                                     | Dritter Platz                                     |
| 14. September 2012                                | 6 km klassisch                                    | Marika Sundin                                     | Stephanie Santer                                  | Elena Rodina                                      |
| 15. September 2012                                | Teamsprint Freistil                               | Russland IKsenia Konohova Elena Rodina            | Russland IISvetlana Hvostunkova Maria Kozekaeva   | ItalienFlavina Toma Erika Bettineschi             |
| 16. September 2012                                | 12 km Freistil                                    | Marika Sundin                                     | Ksenia Konohova                                   | Svetlana Hvostunkova                              |

### Junioren Resultate
| Datum              | Austragungsort | Disziplin                           | Sieger                                  | Zweiter                        | Dritter                             |
| ------------------ | -------------- | ----------------------------------- | --------------------------------------- | ------------------------------ | ----------------------------------- |
| 16. Juni 2012      | Oroslavje      | 10 km Freistil Massenstart Berglauf | Urszula Letocha                         | Elena Lukianova                | Lisa Bolzan                         |
| 17. Juni 2012      | Oroslavje      | Sprint Freistil                     | Lisa Bolzan                             | Margarita Tolochka             | Anna Bolzan                         |
| 6. Juli 2012       | Markkleeberg   | 4 km Freistil                       | Julia Belger                            | Theresa Lützendorf             | Anne Winkler                        |
| 7. Juli 2012       | Markkleeberg   | Sprint Freistil                     | Margarita Tolochka                      | Lisa Bolzan                    | Kira Claudi                         |
| 8. Juli 2012       | Markkleeberg   | 12 km Freistil Verfolgung           | Katharina Hennig                        | Theresa Lützendorf             | Jessica Gnüchtel                    |
| 20. Juli 2012      | Bad Peterstal  | 7 km klassisch Massenstart Berglauf | Urszula Letocha                         | Marianna Rivero                | Giulia Malagoni                     |
| 21. Juli 2012      | Bad Peterstal  | Sprint Freistil                     | Margarita Tolochka                      | Lisa Bolzan                    | Anna Bolzan                         |
| 22. Juli 2012      | Bad Peterstal  | 11 km Freistil Massenstart Berglauf | Urszula Letocha                         | Elena Lukianova                | Ulyana Gavrilova                    |
| 24. August 2012    | Tripoli        | 10 km Freistil Massenstart Berglauf | Elena Lukianova                         | Timea Sara                     | Tina Willert                        |
| 25. August 2012    | Tripoli        | Sprint Freistil                     | Lisa Bolzan                             | Margarita Tolochka             | Anna Bolzan                         |
| 26. August 2012    | Tripoli        | 7,5 km Freistil                     | Lisa Bolzan                             | Timea Sara                     | Maria Privezentseva                 |
| 14. September 2012 | Toblach        | 6 km klassisch                      | Elena Lukianova                         | Kira Claudi                    | Liubov Skrebova                     |
| 15. September 2012 | Toblach        | Teamsprint Freistil                 | RusslandElena Lukianova Liubov Skrebova | ItalienAnna Bolzan Lisa Bolzan | DeutschlandTina Willert Kira Claudi |
| 16. September 2012 | Toblach        | 12 km Freistil                      | Elena Lukianova                         | Anastasia Bushueva             | Urszula Letocha                     |

### Gesamtwertung Frauen
| Rang | Name                 | Punkte |
| ---- | -------------------- | ------ |
| 001. | Marika Sundin        | 980    |
| 02.  | Ksenia Konohova      | 774    |
| 03.  | Elena Rodina         | 697    |
| 04.  | Anastasia Voronina   | 474    |
| 05.  | Maria Kozekaeva      | 398    |
| 06.  | Svetlana Hvostunkova | 397    |
| 07.  | Hanna Seppas         | 295    |
| 08.  | Erika Bettineschi    | 281    |

| Rang | Name             | Punkte |
| ---- | ---------------- | ------ |
| 09.  | Elena Ektova     | 268    |
| 10.  | Kathrine Harsem  | 250    |
| 11.  | Karolina Bicova  | 202    |
| 12.  | Alina Golzow     | 171    |
| 13.  | Maria Magnusson  | 170    |
| 14.  | Sandra Hansson   | 145    |
| 15.  | Stephanie Santer | 120    |
| 16.  | Marion Colin     | 91     |

| Rang | Name             | Punkte |
| ---- | ---------------- | ------ |
| 17.  | Theresia Schnurr | 66     |
| 18.  | Katrin Höhnel    | 55     |
| 19.  | Nina Broznic     | 50     |
| 20.  | Aline Arnoud     | 50     |
| 21.  | Nicole Wötzel    | 50     |
| 22.  | Jessica Müller   | 40     |
| 23.  | Inga Dauškāne    | 24     |

### Gesamtwertung Frauen Junioren
| Endstand (Top 10) |                     |        |
| \| Rang \| Name \| Punkte \| \| ---- \| ------------------- \| ------ \| \| 001. \| Lisa Bolzan \| 781 \| \| 02. \| Elena Lukianova \| 716 \| \| 03. \| Margarita Tolochka \| 597 \| \| 04. \| Anna Bolzan \| 510 \| \| 05. \| Urszula Letocha \| 504 \| \| 06. \| Kira Claudi \| 477 \| \| 07. \| Maria Privezentseva \| 449 \| \| 08. \| Tina Willert \| 412 \| \| 09. \| Ulyana Gavrilova \| 295 \| \| 10. \| Lydia Labaditsch \| 225 \| |                     |        |
| Rang | Name                | Punkte |
| 001. | Lisa Bolzan         | 781    |
| 02. | Elena Lukianova     | 716    |
| 03. | Margarita Tolochka  | 597    |
| 04. | Anna Bolzan         | 510    |
| 05. | Urszula Letocha     | 504    |
| 06. | Kira Claudi         | 477    |
| 07. | Maria Privezentseva | 449    |
| 08. | Tina Willert        | 412    |
| 09. | Ulyana Gavrilova    | 295    |
| 10. | Lydia Labaditsch    | 225    |

## Nationenwertung
Die Nationen-Cup-Wertung setzt sich zusammen aus den Wertungen Männer, Damen, Männer Junioren und Damen Junioren.
| Endstand |              |        |
| \| Rang \| Name \| Punkte \| \| ---- \| ------------ \| ------ \| \| 01. \| Russland \| 9272 \| \| 02. \| Italien \| 6295 \| \| 03. \| Deutschland \| 3387 \| \| 04. \| Schweden \| 3308 \| \| 05. \| Frankreich \| 1351 \| \| 06. \| Polen \| 1089 \| \| 07. \| Rumänien \| 744 \| \| 08. \| Norwegen \| 677 \| \| 09. \| Griechenland \| 476 \| \| 10. \| Slowenien \| 300 \| |              |        |
| Rang | Name         | Punkte |
| 01. | Russland     | 9272   |
| 02. | Italien      | 6295   |
| 03. | Deutschland  | 3387   |
| 04. | Schweden     | 3308   |
| 05. | Frankreich   | 1351   |
| 06. | Polen        | 1089   |
| 07. | Rumänien     | 744    |
| 08. | Norwegen     | 677    |
| 09. | Griechenland | 476    |
| 10. | Slowenien    | 300    |